# Ciało skondensowane
Ciało skondensowane – ciało stałe lub ciecz. W tych stanach skupienia ruchowi mikroskopowemu dowolnej części składowej układu (cząsteczki) towarzyszy ruch innych jego części składowych. Średnie odległości między cząsteczkami w tym ciele są tego samego rzędu co rozmiary cząsteczek, co powoduje że oddziaływania międzycząsteczkowe stają się bardzo silne. Charakterystyczna dla ciał skondensowanych jest bardzo słaba zależność ich objętości molowej od ciśnienia i słaba od temperatury.
W przypadku ciał nieskondensowanych (gaz, plazma) części składowe (cząsteczki, atomy w gazie jednoatomowym, jony i elektrony w plazmie) takiego układu mogą, przynajmniej na krótkich odcinkach między zderzeniami, poruszać się w miarę niezależnie. Objętość molowa ciał nieskondensowanych silnie zależy od temperatury i ciśnienia.